# فلوئوروسیتریک اسید
فلوئوروسیتریک اسید (به انگلیسی: Fluorocitric acid) یک ترکیب شیمیایی با شناسه پاب‌کم ۱۰۷۶۴۷ است. 